# Alexis Zywiecki
Alexis Zywiecki (ur. 10 kwietnia 1984 w Lesquin) – francuski piłkarz pochodzenia polskiego grający na pozycji środkowego obrońcy. Wychowanek Lille OSC. Przez cztery sezony był podstawowym graczem Dijon FCO w Ligue 2. Po awansie do Ligue 1 stracił miejsce w drużynie. W październiku 2011 brał udział w testach w klubie Montreal Impact z północnoamerykańskiej Major League Soccer. W listopadzie 2011 odszedł z Dijon FCO do klubu Étoile F.C. Fréjus Saint-Raphaël występującym w Championnat National, czyli 3. klasie rozgrywkowej.